# Masters of the Universe (film)
Masters of the Universe is een Amerikaanse sciencefictionfilm uit 1987 onder regie van Gary Goddard. De belangrijkste rollen worden vertolkt door Dolph Lundgren, Frank Langella en Courteney Cox.

## Verhaal
Op de planeet Eternia grijpt Skeletor de macht. Hij bezet het kasteel Grayskull en zet de tovenares gevangen. He-Man krijgt van slotenmaker Gwildor te horen dat Skeletor de macht heeft weten te grijpen met behulp van de "Cosmic Key", een sleutel waarmee een interdimensionale poort naar elke plaats in ruimte en tijd kan worden geopend. Met Gwildors prototype van deze sleutel reizen ze naar Grayskull in de hoop de "Cosmic Key" te bemachtigen. Ze komen tegenover een enorme overmacht te staan en moeten vluchten door een door Gwildor inderhaast geopend portaal. Ze komen terecht op Aarde in Whittier, Californië. Skeletor wil ook de andere sleutel in handen krijgen en stuurt zijn helpster Evil-Lyn achter hen aan.

## Rolverdeling
| Acteur                | Personage        |
| --------------------- | ---------------- |
| Dolph Lundgren        | He-Man           |
| Frank Langella        | Skeletor         |
| Courteney Cox         | Julie Winston    |
| Robert Duncan McNeill | Kevin Corrigan   |
| Meg Foster            | Evil-Lyn         |
| Chelsea Field         | Teela            |
| Christina Pickles     | Tovenares        |
| James Tolkan          | Inspecteur Lubic |

## Ontvangst
De Nederlandse release van de film kreeg veel aandacht van de pers; de gevel van City Theater in Amsterdam werd ter promotie van de filmrelease zelfs omgetoverd tot Castle Grayskull. De kritieken waren wisselvallig: de pers schreef met bewondering voor de actiescènes, maar benadrukte dat het verhaal flinterdun is en dat vooral jonge kinderen de doelgroep zijn. 
Recensent van Het Parool schreef bijvoorbeeld: "De speciale effecten moeten de zaak redden en dat lukt slechts ten dele. Een en ander neemt niet weg dat enkele leden van de doelgroep (zes tot tien jaar) die de persvoorstelling bijwoonden, na afloop zeer enthousiast waren." Criticus van Het Vrije Volk schreef met meer lof over het product: "De film is niet veel meer dan een redelijk goed gemaakt avonturenspektakel. [..] Masters of Universe is goed gemaakt en kinderen zullen het wel spannend vinden, maar voor de volwassen bioscoopbezoeker (en daar is de film ook voor bedoeld) is het op geen stukken na genoeg: Het is allemaal al vaker vertoond, tot brakens toe zelfs, en het verhaaltje dat de actiescènes verbindt is griezelig dun. Grootste bezwaar is vooral klungeligheid van de held van het verhaal."
Criticus van De Volkskrant schreef: "Op zich doet het verhaaltje van deze film er niet toe. De uitkomst staat vast en dus restte regisseur Goddard [..] weinig meer dan vorm te geven aan spectaculaire ontsnappingen en talloze gevechten. De filmbeeldjes worden overspoeld met laserstralen in alle kleuren van de regenboog en als praalwagens in een bloemencorso glijden enorme ruimteschepen over het doek onder schetterende muzikale klanken, die nu eenmaal onvermijdelijk bij zo'n film horen."
De film bracht wereldwijd niet genoeg geld in het laatje, waardoor een oorspronkelijk beoogde filmreeks uitbleef. 